# Gnadenfrei
Gnadenfrei (polska nazwa: Piława Górna) – meteoryt kamienny należący do chondrytów oliwinowo-bronzytowych H5, spadły 17 maja 1879 roku w miejscowości Ober Peilau na Dolnym Śląsku (obecnie Piława Górna w Polsce). 
Nazwa meteorytu pochodzi od nazwy miejscowości, w czasie kiedy nastąpił jego upadek. Według zeznań świadków spadek nastąpił około godziny 16.00. Poprzedzał go głośny gwizd. Meteoryt wbił się w ziemię na głębokość 30 cm. Z miejsca spadku pozyskano materię meteorytową w dwóch fragmentach o masie około 1 kg i 0,75 kg. Meteoryt obecnie znajduje się w zbiorach Muzeum Mineralogicznego we Wrocławiu.